# Route des vins d'Alsace
Pour les articles homonymes, voir Alsace (homonymie).

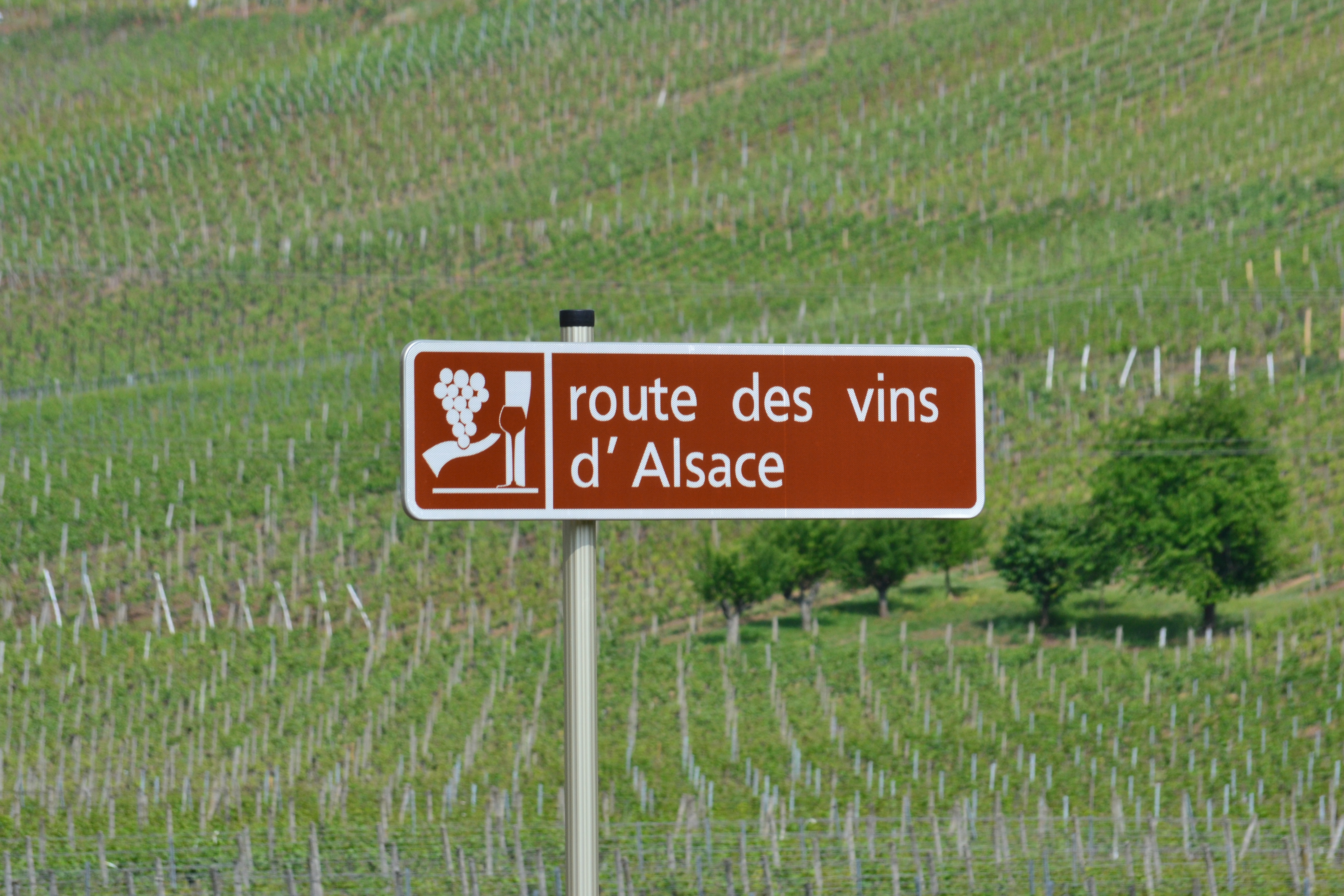
Panneau indicateur « Route des vins d'Alsace ».

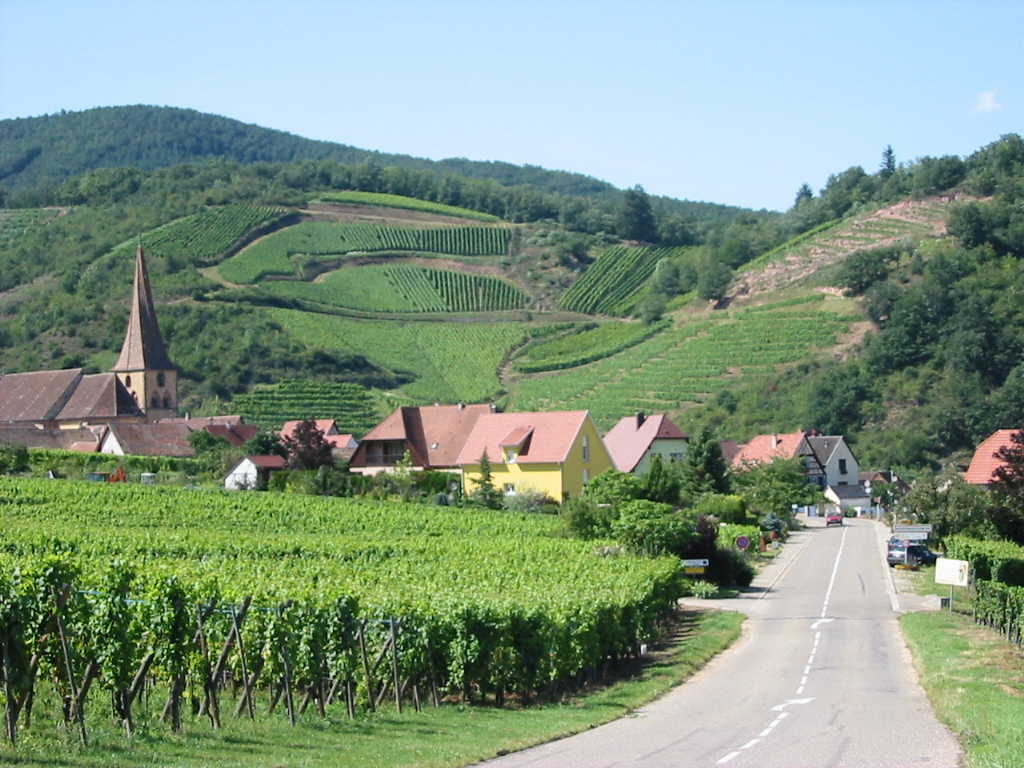
Route des vins d'Alsace à Niedermorschwihr.

La route des vins d'Alsace est un itinéraire touristique qui parcourt la région viticole. En 2019, elle est labellisée Vignobles & découvertes.
La route des vins d'Alsace, inaugurée en 1953, s'étend sur 170 kilomètres et 119 communes agricoles, à travers les départements du Haut-Rhin et du Bas-Rhin. Elle est aussi le berceau de sept cépages et 51 grands crus. Son emblème est le vin blanc.
C'est une activité économique faisant partie de l'œnotourisme.

## Géographie

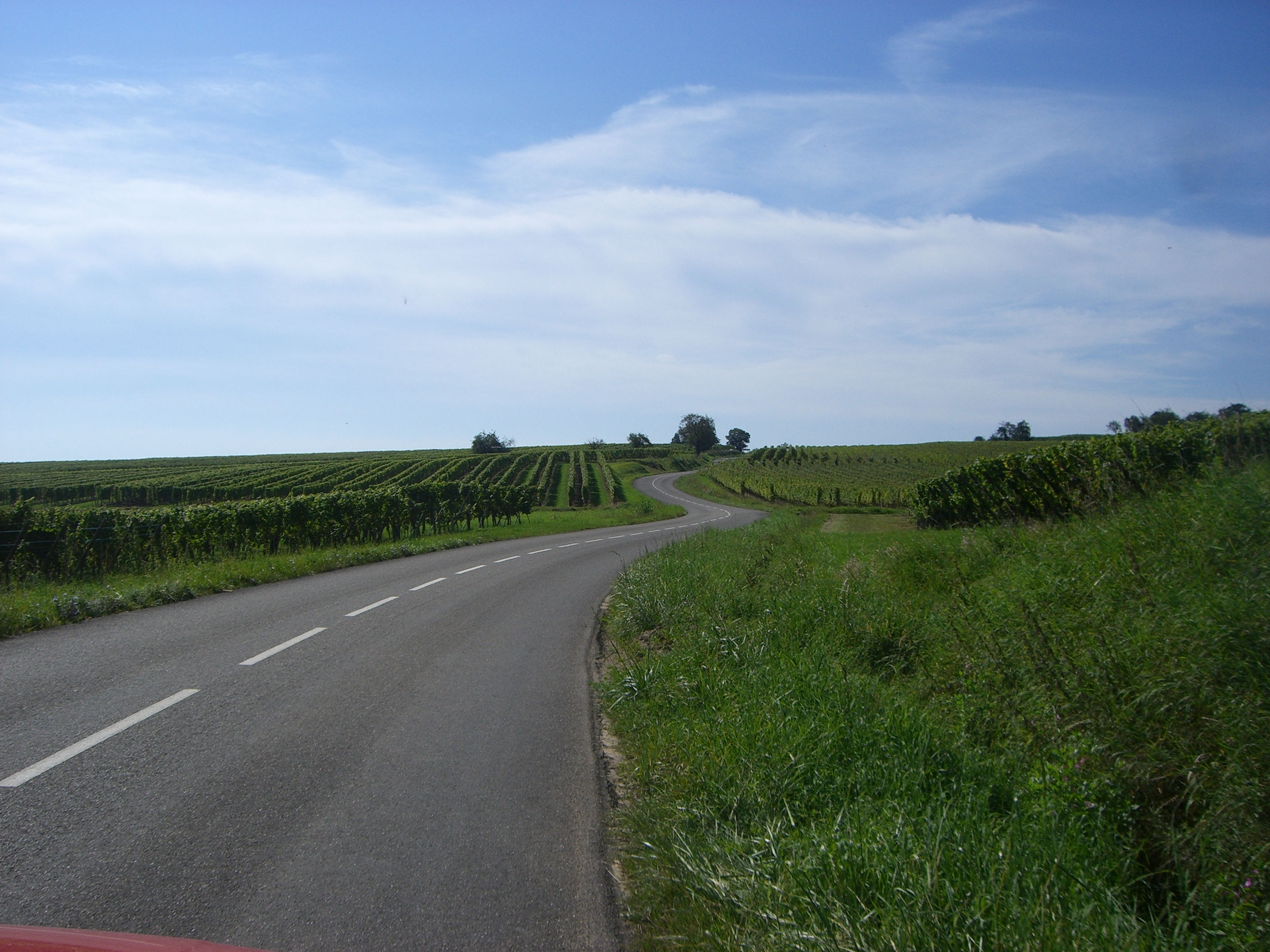
Route des vins bordée de vignobles, à côté d'Ottrott.

La route des vins serpente du nord au sud de la région, le vignoble de Cleebourg dans sa partie la plus septentrionale puis de Marlenheim jusqu'à Thann, à travers les collines du vignoble sur plus de 170 kilomètres, sur le contrefort oriental des Vosges. Sur ce parcours, plus de 300 domaines viticoles et 49 des 51 grands crus se regroupent. Sur les 119 communes productrices du vignoble d'Alsace, 67 se trouvent sur le parcours de la Route des vins d'Alsace.

## Historique
Le 30 mai 1953, la route des vins d'Alsace a été créée par l'office de tourisme à l'occasion d'un rallye automobile : deux convois prirent la route en même temps, l'un de l'extrémité nord du vignoble alsacien, à Marlenheim, et l'autre de l'extrémité sud, à Thann, et roulèrent à la rencontre l'un de l'autre. Plusieurs dégustations et visites touristiques ont eu lieu en route. Malgré le mauvais temps, la presse régionale s'est fait l'écho de cet événement comme étant un signal de départ réussi pour la route des vins d'Alsace.

## Tourisme

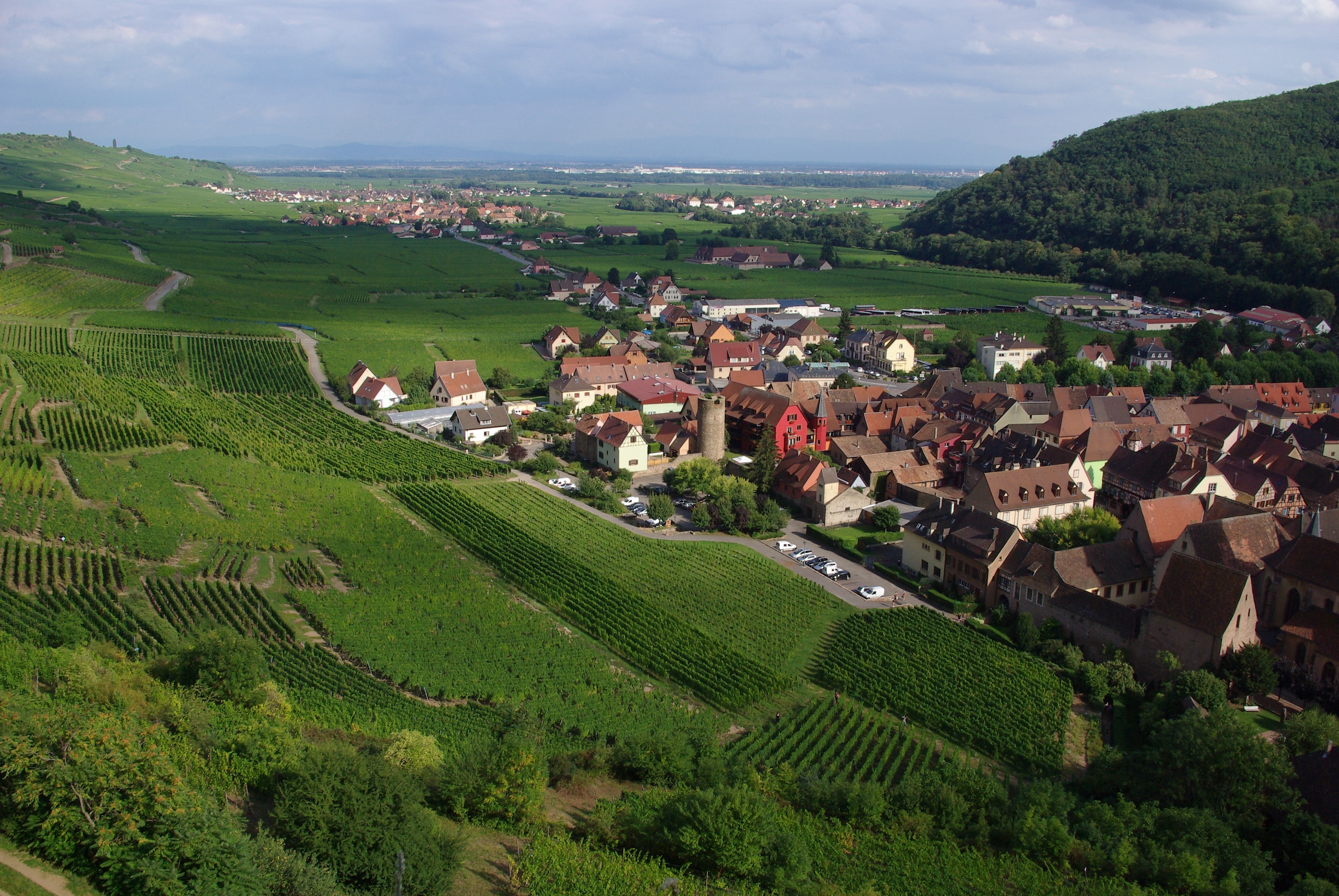
Le Schlossberg à Kaysersberg.

La partie du vignoble entre Barr et Rouffach fait découvrir les villages viticoles les plus typiques d'Alsace.
La route des vins d'Alsace parcourt les principaux villages et villes viticoles de la région. Les communes de Mittelbergheim, d'Eguisheim, de Hunawihr, de Bergheim et de Riquewihr sont classées parmi les plus beaux villages de France. Quant aux villes de Wissembourg, d'Obernai et de Thann, elles appartiennent aux plus beaux détours de France.
Du nord au sud, elle traverse les communes suivantes :
- Marlenheim
- Nordheim
- Kuttolsheim
- Wangen
- Kirchheim
- Odratzheim
- Westhoffen
- Traenheim
- Scharrachbergheim
- Dahlenheim
- Osthoffen
- Balbronn
- Bergbieten
- Dangolsheim
- Soultz-les-Bains
- Wolxheim
- Ergersheim
- Avolsheim
- Molsheim
- Mutzig
- Dorlisheim
- Rosenwiller
- Rosheim
- Bischoffsheim
- Bœrsch
- Ottrott
- Obernai
- Bernardswiller
- Saint-Nabor
- Goxwiller
- Heiligenstein
- Bourgheim
- Gertwiller
- Barr
- Mittelbergheim
- Zellwiller
- Saint-Pierre
- Stotzheim
- Eichhoffen
- Andlau
- Bernardvillé
- Reichsfeld
- Albé
- Villé
- Itterswiller
- Epfig
- Nothalten
- Blienschwiller
- Dambach-la-Ville
- Dieffenthal
- Scherwiller
- Châtenois
- Kintzheim
- Orschwiller
- Saint-Hippolyte
- Rodern
- Rorschwihr
- Bergheim
- Ribeauvillé
- Hunawihr
- Zellenberg
- Riquewihr
- Beblenheim
- Mittelwihr
- Bennwihr
- Sigolsheim
- Kientzheim
- Kaysersberg
- Ammerschwihr
- Katzenthal
- Ingersheim
- Colmar
- Niedermorschwihr
- Turckheim
- Zimmerbach
- Walbach
- Wihr-au-Val
- Wintzenheim
- Wettolsheim
- Eguisheim
- Husseren-les-Châteaux
- Vœgtlinshoffen
- Obermorschwihr
- Herrlisheim-près-Colmar
- Hattstatt
- Gueberschwihr
- Pfaffenheim
- Rouffach
- Westhalten
- Soultzmatt
- Orschwihr
- Bergholtz-Zell
- Bergholtz
- Guebwiller
- Soultz
- Wuenheim
- Wattwiller
- Uffholtz
- Cernay
- Steinbach
- Vieux-Thann
- Thann
- Leimbach

Plus au nord, sur la frontière palatine à la proximité immédiate de Wissembourg, se trouve le vignoble le plus septentrional de la route des vins appelé le vignoble de Cleebourg. Il réunit les communes de :
| - Cleebourg - Oberhoffen-lès-Wissembourg - Riedseltz - Rott - Steinseltz |

En 2014, à l'occasion du 2e slowUp Alsace, a été inaugurée la Véloroute du vignoble d'Alsace, partie intégrante de l'EuroVelo 5 - Via Romea Francigena qui permet de relier Londres à Rome/Brindisi -, ouverte en parallèle à l'itinéraire routier.

## Informations
La Maison des vins d’Alsace, située à Colmar, accueille les touristes à la recherche d’informations et met à disposition brochures, vidéos de présentation et salle de dégustations.